# Berekböszörmény
Berekböszörmény é um município da Hungria, situado no condado de Hajdú-Bihar. Tem 42,84 km² de área e sua população em 2015 foi estimada em 1.923 habitantes.